# Język chavacano
Język chavacano lub chabacano – język kreolski na bazie hiszpańskiego, używany przez ok. 1,2 mln osób na Filipinach. Jest jedynym żywym językiem kreolskim o podłożu hiszpańskim w Azji.
Dzieli się na kilka zróżnicowanych dialektów: cavite (caviteño), zamboanga (zamboangueño), ternate (ternateño, bahra). Najbardziej znacząca pod względem liczby użytkowników jest odmiana zamboanga, natomiast odmiana cavite została w dużej mierze wyparta przez inne języki. W powszechnym użyciu są języki tagalski i angielski, które dominują w różnych sferach życia.
Istnieją prace poświęcone jego gramatyce. Powstały także słowniki: A composite dictionary of Philippine Creole Spanish (1989) i English-Chabacano Dictionary (2003).
Według jednej z propozycji znaczącym źródłem, do którego można sprowadzić genezę chavacano, jest wyspa Ternate na Molukach, gdzie historycznie występował język kreolski ukształtowany na bazie portugalskiego i malajskiego. Język ten miał wejść w interakcję z językiem hiszpańskim, aż ostatecznie ternateño został przeniesiony na Filipiny w poł. XVI w. Po raz pierwszy taki związek zasugerował K. Whinnom w swojej książce z 1956 r.
Jest używany w audycjach radiowych i programach telewizyjnych. Odmiana zamboanga ma dość dobrze rozwinięte piśmiennictwo, jest wykorzystywana w edukacji i sferze religijnej.

## Charakterystyka
Słownictwo chavacano wywodzi się w przeważającej części z hiszpańskiego, natomiast gramatyka chavacano czerpie ze wzorców języków filipińskich.
- W liczbie mnogiej stosuje się hiszpański rodzajnik liczby pojedynczej plus wykładnik liczby mnogiej „maga” lub „mana”

el maga/mana dia (dni)
- Podstawową formą czasownika jest hiszpański bezokolicznik bez końcowego „r”, np. continuar, hablar, poner, recibir czy llevar zmieniają się w continuá, hablá, poné, recibí i llevá.
- Czasy gramatyczne tworzy się poprzedzając podstawową formę czasownika partykułą ya (czas przeszły), ta (czas teraźniejszy, z hiszpańskiego está) oraz hay/di (czas przyszły).

| Polski  | Hiszpański bezokolicznik | Bezokolicznik w chavacano | Czas przeszły | Czas teraźniejszy | Czas przyszły |
| ------- | ------------------------ | ------------------------- | ------------- | ----------------- | ------------- |
| śpiewać | cantar                   | canta                     | ya canta      | ta canta          | hay/di canta  |
| pić     | beber                    | bebe                      | ya bebe       | ta bebe           | hay/di bebe   |
| spać    | dormir                   | dormi                     | ya dormi      | ta dormi          | hay/di dormi  |